# Zentralstadion Aqtöbe
Das Zentralstadion Aqtöbe (russisch: Центральный стадион Актюбинск) ist ein Fußballstadion in der westkasachischen Stadt Aqtöbe. Es ist die Heimspielstätte des Fußballklubs FK Aqtöbe.

## Geschichte
Das am 28. August 1975 eingeweihte und im Jahre 2006 modernisierte Fußballstadion ohne Leichtathletikanlage hat eine Kapazität von 12.800 Sitzplätzen auf seinen vier Rängen, die komplett überdacht sind. Die Spielstätte entspricht den internationalen Anforderungen und ist eine der modernsten Kasachstans. Das Stadion besitzt eine Videoleinwand, VIP-Logen und eine Flutlichtanlage mit 1.800 Lux. Als Spielfeld ist ein Naturrasen verlegt. 2011 wurde eine Rasenheizung installiert.
Der FK Aqtöbe blieb im Zentralstadion vom 2. Oktober 2004 bis zum 27. August 2009 (1790 Tage) in allen Wettbewerben (Premjer-Liga, Fußballpokal, UEFA Champions League und UEFA-Pokal) ungeschlagen. Die Serie endete mit einer Niederlage in den Play-offs der Qualifikation zur Gruppenphase der UEFA Europa League 2009/10. Der FK Aqtöbe unterlag Werder Bremen vor eigenem Publikum durch zwei Tore von Claudio Pizarro mit 0:2.